# 缉毒局
缉毒局（英語：Drug Enforcement Administration），又译毒品执法局，是美国司法部下属的联邦执法机构，主要任务是打击美国境内的非法毒品交易和使用。对于《受管制物质法案》所列物品，缉毒局不仅在国内同联邦调查局、美国移民及海关执法局、美國海關及邊境保衛局享有共同管辖权，而且承担了在国外协调和进行毒品调查的任务。

## 历史与职权

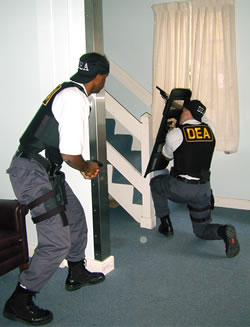
两名缉毒局探员正在射击场实地练习

缉毒局成立于1973年7月1日，是依照1973年3月28日由美国总统尼克松签署的1973年第二号重组计划建立的。它建立的初衷是希望有一个单一的执行受管制物质法案的联邦机构，并加强和协调政府的毒品管制行动。美国国会也对日益泛滥的毒品问题十分担忧，便接受了该提议。于是，由麻醉药物和危险药物管理局、毒品滥用执法办公室和其他一些联邦机构合并成立了新的缉毒局。
20世纪70年代初，缉毒局在华盛顿特区市区的西北“I”大街1405号设立了总部。80年代，由于对联邦毒品管制法律执行的日益重视，缉毒局急剧膨胀，总部办公人员也随之增多，缉毒局开始寻觅新的总部地址。最初，阿肯色州、密西西比州以及其他一些美国周边的废弃军事基地都列入考虑范围。但是，时任美国司法部长的埃德文·米斯认为总部应该离司法部长办公室较近。因此，1989年，缉毒局总部迁往弗吉尼亚州阿灵顿县五角市的陆军-海军大道600-700号。
1995年4月19日，俄克拉何马城爆炸案主凶之一提摩太·占士·麥克維袭击了俄克拉荷马州的艾尔弗雷德·P·默拉联邦大楼，该大楼是联邦调查局、联邦烟酒及武器管理局以及缉毒局的区域办公地，这些部门遭到袭击的原因是，麥克維认为他们都是压制人权，执行不公的工具；此次袭击导致两名缉毒局雇员、一名任务部门成员以及两名特工死亡。为此，缉毒局总部的建筑群根据美国联邦建筑安全标准被列为第四层级，即恐怖袭击的高风险目标。
1999年，缉毒局在阿灵顿开办了毒品执法局博物馆和游客中心。2003年2月，缉毒局又在其前瞻性科学办公室中开设了数字化证据实验室。

## 组织结构
缉毒局由美国总统任命、美国參议院批准的缉毒局局長领导。主管通过司法部副部长向美国司法部长汇报。局長的副手包括一名副局長、行动主任、督察長以及三名助理局長，分管行动支援、情报和人力资源部门）。其他高级职员包括财务主任和法律总顾问。局長和副局長外的职员无需总统任命，都是政府工作人员。缉毒局总部位于弗吉尼亚州阿灵顿县，它的训练部门设置在弗吉尼亚州的匡提科海軍陸戰隊基地。在国内，缉毒局设有21个地方分處，下设227个办公室，另外还在62个国家设有86个駐外辦事處。其预算开支超过24.15亿美元，雇员逾10,800人，其中特别调查员5,500人。

## 爭議
2015年，時任缉毒局局長查克·羅森伯格曾表示不該將大麻藥用化，認為可以針對是否應該將有害和危險的東西合法化進行理智誠實的辯論，但不要將大麻稱為藥物，那是個笑話。此話一出，引發眾多正在使用醫療用大麻的傷病治療者不滿，並在Change.org发表了一份旨在“防止毒品滥用”的请愿书，要求美国政府撤销查克·羅森伯格的职位，拒绝查克·羅森伯格参与DEA的任何工作，迄今共有159,333位志愿者連署。